# Secret Code (KinKi Kidsの曲)
『Secret Code』（シークレット・コード）は、KinKi Kidsの27枚目のシングル。2008年8月27日発売。発売元はジャニーズ・エンタテイメント。

## 解説
この作品はシングル、アルバムを含めて2008年にKinKi Kidsとして発表した唯一の作品である（1997年のデビュー以来1年間でシングルを1枚しかリリースしなかったのはこの年が初めて）。また、シングルとしては、『ね、がんばるよ。』～『Anniversary』間をわずかに抜き、リリースまでの期間が最長となった。
テレビCMは、声優の小林清志がナレーションを担当している。

## チャート成績
2008年9月8日付のオリコン週間ランキングで初週18.7万枚を売上げ、初登場1位を獲得した。自身の持つギネス公認記録である、デビューからのシングル連続1位獲得記録を27作に更新した。

## 収録曲

### 初回限定盤
1. Secret Code
（作詞：Satomi　作曲：井上日徳　編曲：井上日徳・堂島孝平　ブラスアレンジ：井上日徳・北原雅彦　コーラスアレンジ：Ko-saku）
堂本剛主演のフジテレビ系土曜ドラマ『33分探偵』主題歌。
堂本剛はシンセサイザーで演奏にも参加している。
2020年現在、KinKi Kidsが歌うドラマ主題歌はこの曲が最後となっている。
出版者：フジパシフィックミュージック&ブライト・ノート・ミュージック
2. Fu Fu Fu
（作詞：村野直球　作曲：Figge Bostrom　編曲：CHOKKAKU）
堂本剛・堂本光一出演のアサヒ飲料『十六茶』CMソング。
出版者：ブライト・ノート・ミュージック
3. strategie
（作詞：後藤秀美　作曲：大西克巳　編曲：鈴木雅也）
曲名のストラテジーのスペリングはドイツ語表記になっている。
出版者：ブライト・ノート・ミュージック
4. Secret Code 〜KinKi you Live Version〜
（ライブアレンジ：吉田建）

### 通常盤
1. Secret Code
2. Fu Fu Fu
3. ビターショコラ
（作詞：前田たかひろ　作曲：川崎里実　編曲：家原正樹　ブラスアレンジ：下神竜哉　コーラスアレンジ：松本良喜）
出版者：ブライト・ノート・ミュージック
4. Secret Code (Backing Track)

## 参加ミュージシャン
- 「Secret Code」堂島孝平楽団
  - 堂島孝平:Guitar
  - 茂木欣一（東京スカパラダイスオーケストラ）:Drums
  - 大森はじめ（東京スカパラダイスオーケストラ）Percussion
  - 渡辺シュンスケ:Piano
  - 鹿島達也:Bass
  - 八橋義幸[3]:Guitar
  - 北原雅彦（東京スカパラダイスオーケストラ）:Trombone
  - 尾崎あゆみ:Trumpet
  - 田澤麻美:Trumpet
  - 湯浅佳代子:Trombone
  - 前川彩:Alto Sax
  - 矢島恵理子:Baritone Sax

## 楽曲の収録アルバム
- Secret Code
  - J album
  - The BEST
- Fu Fu Fu

（アルバム未収録）
- strategie

（アルバム未収録）
- ビターショコラ

（アルバム未収録）

## 映像作品
- Secret Code
  - J album（初回限定盤）
  - KinKi you DVD
  - KinKi Kids concert tour J
  - KinKi Kids 2010-2011 〜君も堂本FAMILY〜
  - K album（初回限定盤）
  - KinKi Kids Concert -Thank you for 15years- 2012-2013
  - KinKi Kids Concert 2013-2014「L」
  - KinKi Kids Concert 「Memories & Moments」
  - 2015-2016 Concert KinKi Kids
  - KinKi Kids CONCERT 20.2.21 -Everything happens for a reason-
  - KinKi Kids Concert 2022-2023 24451〜The Story of Us〜
  - KinKi Kids Concert 2023-2024 〜Promise Place〜
- Fu Fu Fu
  - KinKi you DVD（初回限定盤）